# Magnolia platyphylla
Magnolia platyphylla är en magnoliaväxtart som först beskrevs av Elmer Drew Merrill, och fick sitt nu gällande namn av Richard B. Figlar och Hans Peter Nooteboom. Magnolia platyphylla ingår i släktet Magnolia och familjen magnoliaväxter. Inga underarter finns listade i Catalogue of Life.